# Jaromír Algayer
Jaromír Algayer (24. března 1935 Pusté Úľany – 17. ledna 2013 Svätý Jur u Bratislavy) byl slovenský a československý politik KSČ, na konci normalizace poslanec Slovenské národní rady a ministr zemědělství a výživy Československé socialistické republiky.

## Biografie
Pocházel z malozemědělské rodiny. Členem KSČ se stal roku 1959. Vystudoval střední zemědělskou školu a pracoval jako zootechnik. Pak absolvoval Vysokou školu zemědělskou v Nitře. Stal se hlavním inženýrem Okresní zemědělské správy Dunajská Streda. V období let 1975–1986 působil na postu ředitele Krajské zemědělské správy v Bratislavě. Roku 1986 se stal předsedou KNV pro Západoslovenský kraj. V letech 1986–1989 se uvádí jako účastník zasedání Ústředního výboru Komunistické strany Slovenska, byl členem ÚV KSS. Ve volbách roku 1986 se stal poslancem Slovenské národní rady. V roce 1973 mu bylo uděleno Vyznamenání Za vynikající práci a roku 1983 Řád práce.
V říjnu 1988 se stal ministrem zemědělství a výživy v československé vládě Ladislava Adamce. Na tomto postu setrval i po sametové revoluci, ve vládě Mariána Čalfy (vláda národního porozumění) ale již zastoupen nebyl.
Jaromír Algayer zemřel náhle 17. ledna 2013, poslední rozloučení proběhlo 24. ledna 2013 v bratislavském krematoriu.